# Hậu Đường

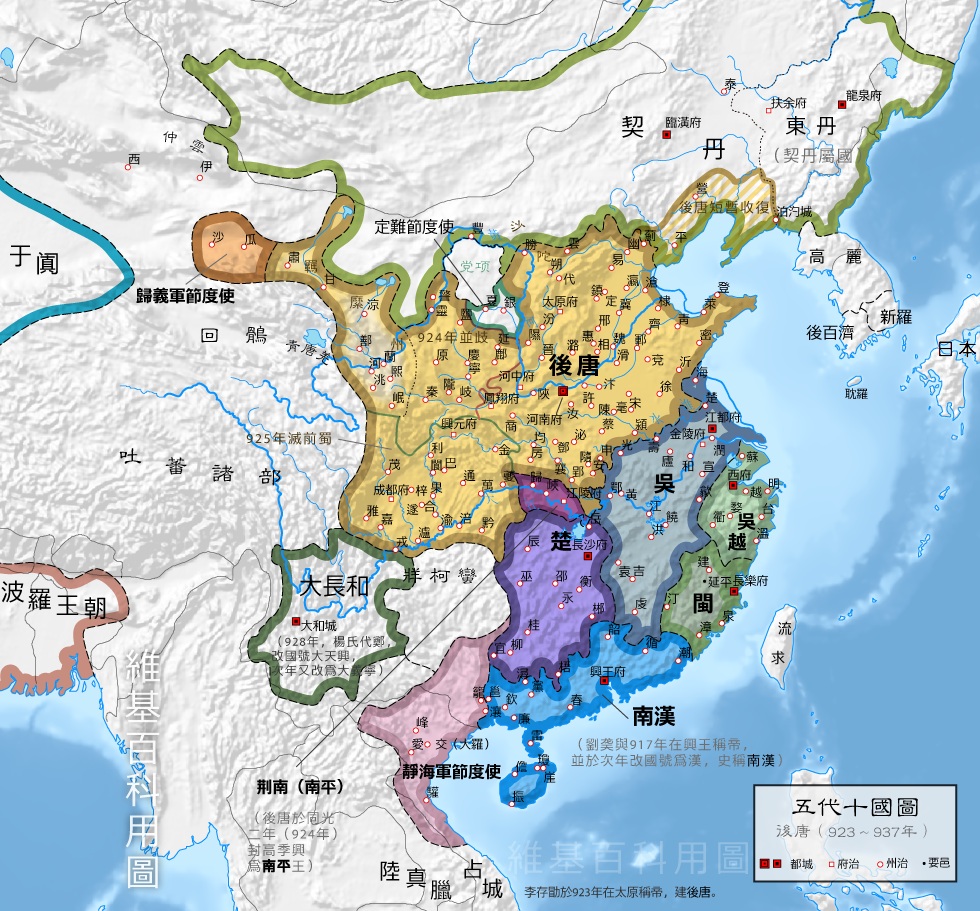
nhà Hậu Đường
Ngô (吳)
Ngô Việt (吳越)
Mân (閩)
Sở (楚)
Nam Hán (南漢)
Tĩnh Hải quân tiết độ sứ (靜海軍節度使)
Kinh Nam (荆南)

Nhà Hậu Đường là một trong năm triều đại trong thời kỳ Ngũ đại Thập quốc, cai trị Bắc Trung Quốc từ năm 923 đến năm 937

## Thành lập
Lý Khắc Dụng là thủ lĩnh tộc Sa Đà, có công cùng Chu Ôn dẹp Khởi nghĩa Hoàng Sào cuối thời Đường. Sau khi Hoàng Sào bị diệt, hai người cùng các quân phiệt khác quay sang tranh chấp quyền bá chủ khi nhà Đường đã suy yếu. Lý Khắc Dụng yếu thế hơn phải rút về Sơn Tây. Chu Ôn giành quyền kiểm soát phần lớn Trung Nguyên, cướp ngôi nhà Đường, lập ra nhà Hậu Lương.

Đường Trang Tông

Con Khắc Dụng là Lý Tồn Úc nối chí cha quyết tâm diệt Lương rửa hận. Thế lực ngày càng hùng mạnh, Lý Tồn Úc trước tiên diệt nước Yên của cha con Lưu Nhân Cung - Lưu Thủ Quang, đánh Liêu và tới năm 923 diệt nhà Hậu Lương để lên ngôi.
Ông dời đô về Lạc Dương. Tự nhận mình là người thừa kế của họ Lý nhà Đường, ông đổi quốc hiệu là Đường, sử sách sau này gọi là Hậu Đường để phân biệt với nhà Đường trước đó. Lý Tồn Úc tức là Đường Trang Tông.

## Chính trị
Tuy nhiên, công việc triều chính vẫn ở trong tay giới sĩ tộc người Hán, do người Sa Đà rất ít, không quá 100.000 và còn rất lạc hậu, không thể coi là một lực lượng mạnh về phương diện chính trị. Họ coi công việc nhà nước như việc nhà, muốn giao hết những chức vụ quan trọng cho những người thân thích, nhưng số này không đủ, đành phải giao cả những chức quan võ cho ngoại nhân, bất kỳ là giống người nào, còn những chức vụ hành chính thì giao cho người Hán. Họ đặt ra đủ các thứ thuế, bóp nặn nông dân đến khánh kiệt mà vẫn không đủ nuôi quân lính vì chiến tranh liên miên.

## Các cuộc binh biến
Sau khi diệt được Hậu Lương, Lý Tồn Úc chỉ hưởng lạc không lo chính sự, thích xem diễn tuồng. Năm 926, ông bị giết chết trong một cuộc binh biến khi 41 tuổi. Một người con nuôi của Lý Khắc Dụng là Lý Tự Nguyên (hay Lý Đản), khi đó đã 59 tuổi, mang quân trấn thủ từ Hà Đông về chiếm kinh thành Lạc Dương lên làm vua, tức Hậu Đường Minh Tông. Có ý kiến cho rằng việc thí nghịch Hậu Đường Trang Tông do Tự Nguyên chủ mưu.
Hậu Đường Minh Tông là một trong các vị vua giỏi thời Ngũ Đại. Các nhà sử học đánh giá khá cao thời trị vì của ông trong hơn 60 năm loạn lạc này của lịch sử Trung Quốc. Tương truyền trong cảnh Trung Hoa loạn lạc, ông thường thắp hương khấn trời rằng: "Tôi là người Hồ, may được làm vua. Mong trời sinh ra bậc minh quân để dẹp loạn khiến thiên hạ thái bình". Có ý kiến cho rằng lời khẩn cầu của ông thực hiện năm 927, đã được linh ứng, vì năm đó Triệu Khuông Dận ra đời, sau này trở thành người lập ra nhà Tống, chấm dứt thời loạn lạc Ngũ Đại thập quốc.
Năm 933, Đường Minh Tông chết, con nhỏ Lý Tùng Hậu lên thay, tức Hậu Đường Mẫn Đế. Được 1 năm, một người con nuôi Minh Tông là Lý Tùng Kha không phục, làm binh biến giết Tùng Hậu lên ngôi, tức là Hậu Đường Phế Đế (hay Xuất Đế).

## Diệt vong
Con rể Đường Minh Tông là Thạch Kính Đường muốn giành ngôi nhà Hậu Đường, bèn giao thiệp với người Khiết Đan (nhà Liêu) phía bắc xin viện binh, với giao ước cắt đất 16 châu Yên Vân cho Liêu nếu thắng lợi. Khẩn thiết hơn, Kính Đường đã 45 tuổi, xin gọi Vua Liêu Gia Luật Đức Quang mới 34 tuổi làm "cha". Đức Quang đồng ý giúp binh. Năm 936, liên quân Khiết Đan-Hậu Tấn diệt được Đường Phế Đế. Hoàng đế Lý Tùng Kha của triều Hậu Đường cùng hoàng hậu, thái hậu lên lầu Huyền Vũ tại kinh thành tự thiêu. Thạch Kính Đường lên ngôi, lập ra nhà Hậu Tấn.
Nhà Hậu Đường truyền được mười ba năm, tổng cộng bốn đời vua.

## Các vị vua nhà Hậu Đường
| Miếu hiệu         | Tên                   | Cai trị | Niên hiệu                                             |
| ----------------- | --------------------- | ------- | ----------------------------------------------------- |
| Trang Tông (莊宗) | Lý Tồn Úc (李存勗)    | 923-926 | Đồng Quang (同光) 923-926                             |
| Minh Tông (明宗)  | Lý Tự Nguyên (李嗣源) | 926-933 | Thiên Thành (天成) 926-930 Trường Hưng (長興) 930-933 |
| Mẫn Đế (閔帝)     | Lý Tòng Hậu (李從厚)  | 933-934 | Ứng Thuận (應順) 933-934                              |
| Phế Đế (廢帝)     | Lý Tòng Kha (李從珂)  | 934-936 | Thanh Thái (清泰) 934-936                             |

|  |  |  |  |                                        |                                        |                                        |                                        |                                        |                                        |  |  |  |  |                                          |                                          |                                          |                                          |                                          |                                          |  |  |  |  |  |  |                            |                            | quá kế (nhận nuôi)         |                            |                            |                            |                                          |                                          |                                          |                                          |                                          |                                          |          |          |          |          |          |          |
|  |  |  |  | Đường Thái Tổ Lý Khắc Dụng 856-908     | Đường Thái Tổ Lý Khắc Dụng 856-908     | Đường Thái Tổ Lý Khắc Dụng 856-908     | Đường Thái Tổ Lý Khắc Dụng 856-908     | Đường Thái Tổ Lý Khắc Dụng 856-908     | Đường Thái Tổ Lý Khắc Dụng 856-908     |  |  |  |  | Đường Đức Tổ Lý Nghê                     | Đường Đức Tổ Lý Nghê                     | Đường Đức Tổ Lý Nghê                     | Đường Đức Tổ Lý Nghê                     | Đường Đức Tổ Lý Nghê                     | Đường Đức Tổ Lý Nghê                     |  |  |  |  |  |  |                            |                            |                            |                            |                            |                            |                                          |                                          |                                          |                                          |                                          |                                          |          |          |          |          |          |          |
|  |  |  |  | Đường Thái Tổ Lý Khắc Dụng 856-908     | Đường Thái Tổ Lý Khắc Dụng 856-908     | Đường Thái Tổ Lý Khắc Dụng 856-908     | Đường Thái Tổ Lý Khắc Dụng 856-908     | Đường Thái Tổ Lý Khắc Dụng 856-908     | Đường Thái Tổ Lý Khắc Dụng 856-908     |  |  |  |  | Đường Đức Tổ Lý Nghê                     | Đường Đức Tổ Lý Nghê                     | Đường Đức Tổ Lý Nghê                     | Đường Đức Tổ Lý Nghê                     | Đường Đức Tổ Lý Nghê                     | Đường Đức Tổ Lý Nghê                     |  |  |  |  |  |  |                            |                            |                            |                            |                            |                            |                                          |                                          |                                          |                                          |                                          |                                          |          |          |          |          |          |          |
|  |  |  |  |                                        |                                        |                                        |                                        |                                        |                                        |  |  |  |  |                                          |                                          |                                          |                                          |                                          |                                          |  |  |  |  |  |  |                            |                            |                            |                            |                            |                            |                                          |                                          |                                          |                                          |                                          |                                          |          |          |          |          |          |          |
|  |  |  |  | Đường Trang Tông Lý Tồn Úc 885-923-926 | Đường Trang Tông Lý Tồn Úc 885-923-926 | Đường Trang Tông Lý Tồn Úc 885-923-926 | Đường Trang Tông Lý Tồn Úc 885-923-926 | Đường Trang Tông Lý Tồn Úc 885-923-926 | Đường Trang Tông Lý Tồn Úc 885-923-926 |  |  |  |  | Đường Minh Tông Lý Tự Nguyên 867-926-933 | Đường Minh Tông Lý Tự Nguyên 867-926-933 | Đường Minh Tông Lý Tự Nguyên 867-926-933 | Đường Minh Tông Lý Tự Nguyên 867-926-933 | Đường Minh Tông Lý Tự Nguyên 867-926-933 | Đường Minh Tông Lý Tự Nguyên 867-926-933 |  |  |  |  |  |  | Tuyên Hiến hoàng hậu ?-936 | Tuyên Hiến hoàng hậu ?-936 | Tuyên Hiến hoàng hậu ?-936 | Tuyên Hiến hoàng hậu ?-936 | Tuyên Hiến hoàng hậu ?-936 | Tuyên Hiến hoàng hậu ?-936 |                                          |                                          |                                          |                                          |                                          |                                          | Vương mỗ | Vương mỗ | Vương mỗ | Vương mỗ | Vương mỗ | Vương mỗ |
|  |  |  |  | Đường Trang Tông Lý Tồn Úc 885-923-926 | Đường Trang Tông Lý Tồn Úc 885-923-926 | Đường Trang Tông Lý Tồn Úc 885-923-926 | Đường Trang Tông Lý Tồn Úc 885-923-926 | Đường Trang Tông Lý Tồn Úc 885-923-926 | Đường Trang Tông Lý Tồn Úc 885-923-926 |  |  |  |  | Đường Minh Tông Lý Tự Nguyên 867-926-933 | Đường Minh Tông Lý Tự Nguyên 867-926-933 | Đường Minh Tông Lý Tự Nguyên 867-926-933 | Đường Minh Tông Lý Tự Nguyên 867-926-933 | Đường Minh Tông Lý Tự Nguyên 867-926-933 | Đường Minh Tông Lý Tự Nguyên 867-926-933 |  |  |  |  |  |  | Tuyên Hiến hoàng hậu ?-936 | Tuyên Hiến hoàng hậu ?-936 | Tuyên Hiến hoàng hậu ?-936 | Tuyên Hiến hoàng hậu ?-936 | Tuyên Hiến hoàng hậu ?-936 | Tuyên Hiến hoàng hậu ?-936 |                                          |                                          |                                          |                                          |                                          |                                          | Vương mỗ | Vương mỗ | Vương mỗ | Vương mỗ | Vương mỗ | Vương mỗ |
|  |  |  |  |                                        |                                        |                                        |                                        |                                        |                                        |  |  |  |  |                                          |                                          |                                          |                                          |                                          |                                          |  |  |  |  |  |  |                            |                            |                            |                            |                            |                            |                                          |                                          |                                          |                                          |                                          |                                          |          |          |          |          |          |          |
|  |  |  |  |                                        |                                        |                                        |                                        |                                        |                                        |  |  |  |  |                                          |                                          |                                          |                                          |                                          |                                          |  |  |  |  |  |  |                            |                            |                            |                            |                            |                            |                                          |                                          |                                          |                                          |                                          |                                          |          |          |          |          |          |          |
|  |  |  |  |                                        |                                        |                                        |                                        |                                        |                                        |  |  |  |  | Đường Mẫn Đế Lý Tòng Hậu 914-933-934     | Đường Mẫn Đế Lý Tòng Hậu 914-933-934     | Đường Mẫn Đế Lý Tòng Hậu 914-933-934     | Đường Mẫn Đế Lý Tòng Hậu 914-933-934     | Đường Mẫn Đế Lý Tòng Hậu 914-933-934     | Đường Mẫn Đế Lý Tòng Hậu 914-933-934     |  |  |  |  |  |  |                            |                            |                            |                            |                            |                            | Hậu Đường Mạt Đế Lý Tòng Kha 885-934-936 | Hậu Đường Mạt Đế Lý Tòng Kha 885-934-936 | Hậu Đường Mạt Đế Lý Tòng Kha 885-934-936 | Hậu Đường Mạt Đế Lý Tòng Kha 885-934-936 | Hậu Đường Mạt Đế Lý Tòng Kha 885-934-936 | Hậu Đường Mạt Đế Lý Tòng Kha 885-934-936 |          |          |          |          |          |          |